# 什卡夫羅韋
49°16′5″N 35°33′1″E / 49.26806°N 35.55028°E
什卡夫羅韋（烏克蘭語：Шкаврове）是位於烏克蘭東部的村莊，由哈爾科夫州别列斯京区的納塔利內市鎮負責管轄。該村始建於1920年，面積0.71平方公里，海拔高度143米，2001年人口36，人口密度每平方公里51.1人。